# (38747) 2000 QE190
2000 QE190 (asteroide 38747) é um asteroide da cintura principal. Possui uma excentricidade de 0.19537930 e uma inclinação de 5.19797º.
Este asteroide foi descoberto no dia 26 de agosto de 2000 por LINEAR em Socorro.